# Poço das Antas

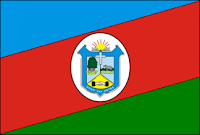
Bandera del municipio de Poço das Antas.

Poço das Antas es un municipio brasileño del estado de Rio Grande do Sul.
Se encuentra ubicado a una latitud de 29º26'58" Sur y una longitud de 51º40'15" Oeste, estando a una altitud de 120 metros sobre el nivel del mar. Su población estimada para el año 2004 era de 1.864 habitantes.
Ocupa una superficie de 59,335 km².
- Datos: Q538120
- Multimedia: Poço das Antas (Rio Grande do Sul) / Q538120